# District de Yinzhou (Ningbo)
Pour les articles homonymes, voir Yinzhou.
Le district de Yinzhou (鄞州区 ; pinyin : Yínzhōu Qū) est une subdivision administrative de la province du Zhejiang en Chine. Il est placé sous la juridiction de la ville sous-provinciale de Ningbo. La population représente aujourd'hui environ 800 000 habitants.

## Histoire
La ville de Ningbo a été administrée par le district de Yin qu'après la mise en place de la république populaire de Chine. En même temps, le district de Yin devint un quartier de la ville de Ningbo. Le 19 avril 2002, il a été rebaptisé Yinzhou. Il est l'un des rares districts ayant gardé le même nom depuis sa création il y a plus de 2000 ans.

## Économie
L'économie du district de Yinzhou abrite plus de 15 000 organisations industrielles, essentiellement composée de six secteurs: le textile léger, les vêtements (avec le Groupe Youngor 雅戈尔 par exemple), l'équipement-machinerie, l'électronique (avec le Groupe AUX par exemple), les pièces automobiles et l'alimentaire. En 2008, son PIB a atteint 65,08 milliards de yuan RMB (7,56 milliards d'euros) et le PIB annuel par habitant a atteint 82 052 de yuan RMB (9 540 euros). Les importations et les exportations ont totalisé 1,14 milliard d'euros et 5,30 milliards d'euros respectivement.
L'information sur le bien-être individuel ou collectif du district étant difficile à obtenir, il reste entre autres à évaluer le niveau de développement humain (Indice de Développement Humain: IDH) en relation avec la production économique.
Un nouveau quartier d'affaires (Central business district) ouvrira ses portes en 2011, dans le but notamment de faire remonter la gamme technologique
des produits chinois offerts sur le marché mondial.

## Éducation
Le district abrite un espace destiné à l'enseignement supérieur et à la recherche (Ningbo Higher Education Zone), qui comprend notamment le Groupe privé Wanli (Wanli Education group) ou encore l'université de Nottingham à Ningbo.

## Tourisme
Le lac Dongqian (en chinois : 东 钱 湖) est un lac situé au sud-est de Yinzhou. Il est le plus grand lac naturel d'eau douce dans la province du Zhejiang avec une surface de 20 km2.

## Agriculture
Après avoir essayé dans le cadre des réformes de planter des cultures de rente différentes que le riz, notamment l'orange, la poire, le raisin et la pêche, cette expérience ne permit ni de s'adapter aux besoins émergents du marché, ni d'augmenter le revenu des paysans ou des agriculteurs. À partir des années 1990, en coopérant avec le Bureau local des forêts et de l'agriculture, le développement de l'horticulture et des pépinières permit d'augmenter le revenu de certains habitants. Ces nouvelles activités permirent aussi d'attirer la visite des touristes.

## Le village de Wandi
Etant autrefois un des villages les plus pauvres de Ningbo, avec le développement post-1978 de l'industrie, soutenu par l'agriculture et les paysans, la structure de l'économie locale a pu être modifiée, notamment en développant une agriculture péri-urbaine et de loisir autour des années 2000. Avec la mise en place d'un plan de rénovation, la superficie habitable de Wandi (湾底村) aurait augmenté d'un tiers et la superficie cultivable aurait augmenté de plus de 100 mu. En même temps, des parcelles de terres agricoles auparavant séparées sont désormais opérées conjointement après un transfert des droits d'utilisation des terres au « comité du village » qui loue les terres agricoles sous contrat avec les ménages afin de concentrer l'utilisation des terres agricoles au sein de grands ménages ou d'entreprises agricoles. Officiellement, cette mesure a permis à 400 ménages ruraux de s'installer dans de nouvelles communautés rurales, proches de la vie urbaine. Elle aurait aussi permis de jeter les bases d'une industrialisation ou « modernisation » de l'agriculture locale, en bonne partie grâce à l'exploitation de plus grandes parcelles.
À titre d'exemple, l'entreprise locale Tiangong Fazenda a contribué a ce développement en commençant par établir en 1983 une usine d'outils, puis en réinvestissant ses bénéfices dans l'industrie agro-alimentaire, diversifiant ainsi sa production par exemple avec ses jus de fruits. Un partenariat avec l'Académie chinoise des sciences agricoles visant l'accroissement des plantations de mûriers à la fin des années 1990 permet depuis a l'entreprise Tiangong de développer, entre autres, une gamme de produits à base de mûres. En 2005, l'entreprise inaugura un nouvel espace résidentiel d'une superficie de 60 000 m2. Dans les discours officiels, le village de Wandi est parfois associé soit au « village urbain », soit au « Mouvement de construction des nouveaux villages socialistes » (Voir également le Nouveau Mouvement de Reconstruction Rurale).